# Janusz Kusociński
Janusz Tadeusz Kusociński (Varsovia, Polonia, 15 de enero de 1907-21 de junio de 1940) fue un atleta polaco, especialista en la prueba de 10000 m en la que llegó a ser campeón olímpico en 1932.

## Carrera deportiva
En los JJ. OO. de Los Ángeles 1932 ganó la medalla de oro en los 10000 metros, con un tiempo de 30:11.4 segundos, llegando a meta tras los finlandeses Volmari Iso-Hollo (plata con 30:12.6 segundos) y Lauri Virtanen (bronce).